# Leónidás u Thermopyl
Leónidás u Thermopyl (Léonidas aux Thermopyles) je obraz, který zachycuje krále Leónida v bitvě u Thermopyl. Je dílem francouzského malíře Jacquese-Louise Davida a dokončený byl roku 1814. Obraz je součástí sbírek muzea Louvre.

## Historie
David o tomto námětu přemýšlel již na přelomu let 1799 a 1800, ale obraz začal malovat až v roce 1812, neboť jeho zadavatel, Napoleon Bonaparte měl jiné priority. Obraz byl dokončen v říjnu 1814. Původně byl určen pro hraběte Sommariva, ale dílo zůstalo v malířově ateliéru. V roce 1826 jej koupilo muzeum Louvre.

## Popis obrazu
Obraz zachycuje událost z roku 480 př. n. l., kdy Peršané hledali způsob průniku na Peloponés a byli zastaveni u Thermopylské soutěsky. Po dvou dnech bojů Peršané kvůli zradě získali nad Řeky výhodu a spartský král Léonidás I. se rozhodl vydržet se svými vojáky až do úplného konce.
Uprostřed děje stojí Leonidas, nahý a ozbrojený (velký kruhový štít, brnění, přilba) se s pokrčenou levou nohou opírá o skalisko. Po jeho pravici klečí jeho švagr Agis s květinovým věncem, který se nosil při obětování před bitvou. Zcela vlevo na obraze je slepý Eurytos veden heilótem a drží v ruce kopí. Na pravé straně se skupina Sparťanů připravuje do boje za zvuků trumpet (těsně nad nimi). Vojáci jsou vybaveni zbraněmi nebo brněním, někteří si je před smrtí odepnuli. Vlevo voják stoupá na skálu, aby svým mečem vyryl větu Simónidésův verš: Jdi, poutníče, a zvěstuj Lakedaimonským, že my tu mrtvi ležíme, jak zákony kázaly nám. Odkaz na obraz Přísaha Horatiů lze vidět v podobě tří osob, které za Léonidásem vyzdvihují vavřínové věnce.
Výzdoba kombinuje přírodní prvky (listy, strom vpravo, skály vlevo) a lidské výtvory (oltář věnovaný Héraklovi v popředí, perské lodě v pozadí, karavana mezků vpravo opuštějící bojiště). Nebe je v horní části obrazu tmavé a v dolní části světlejší.
Leonidas je řecku obdobou Sabinek, který má obdobné rozměry a námět legendární římské bitvy s množstvím vojáků v popředí, a kde Leónidás má stejně jako Romulus zbraň, helmu a kulatý štít. Dalším společným bodem je zobrazení přípravy na boj, nikoliv jeho samotný průběh.

## Kontext vzniku díla
Dokončený obraz byl uveden uprostřed dramatických událostí (první Napoleonova abdikace), dílo se setkalo s velmi vřelým přijetím veřejnosti. Debaty a diskuse ohledně zobrazené nahoty, které provázaly obraz Sabinek se tentokrát nekonal. Dílo se stalo i mezníkem v Davidově tvorbě, protože je to jeho poslední dílo namalované ve Francii.
Velitel je hrdinou v bitvě, která je předem ztracená (věštba mu předpověděla smrt), ale tři bojovníci jsou přesto zobrazeni s vavřínovými věnci, symbolem vítězství. Nepředstavují však vítězství bojové, ale morální. Leónidás zde zemře za svobodu své země. Zatímco v roce 1804 by představoval symbol oběti pro svou zemi, v roce 1814, jen krátce před bitva u bitvou u Waterloo obraz vyznívá jako předzvěst Napoleonova pádu.